# 円周率は3
円周率は3（えんしゅうりつは3）は、「2002年度実施の小学校学習指導要領の改訂に伴って、日本の算数教育にてそれまで3.14と教えていた円周率の近似値を3と教えることになった」という内容が世間に広まった事象である。実際にはこれは事実ではなく、改訂後も円周率の近似値は3.14で教えている。
1998年（平成10年）12月公示、2002年度実施の学習指導要領において小数乗算の桁数制限などで規程が変わったため、手計算では「円周率を3」として計算させざるを得ないという誤解が生じた。「円周率は3.14」で計算することには変わりが無かったものの、「目的に応じて3を用いて処理」という記述と小数計算についての歯止め規定が誤解され、ゆとり教育の象徴として「円周率は3」で教えることになったとの誤報が広まってしまった。この誤解はなかなか解消されなかった。

## 概要
1999年秋に学習塾大手の日能研が『ウッソー!?円の面積を求める公式 半径×半径×3!?』、『円周率を3.14ではなく、「およそ3」として円の求積計算を行います』と書かれた広告を首都圏の通勤電車の中に大量に張り出すなどして大々的なキャンペーンを行った。マスコミもこれを大いに取り上げ、「ゆとり教育（2002年度からの学習指導要領以降）」になった結果、「円周率=3」が誤解として「円周率は3と教えることになった」ということがゆとり教育を（否定的に）象徴するものとして、社会に広く認識されることとなった。
学力低下やゆとり教育への批判として、「円周率は3」は週刊誌や月刊誌、数学関係の雑誌などでも盛んに取り上げられた。学校ドラマで数学教師が「円周率は3ではない」と嘆くシーンが放映されるなど、フィクションで扱われることもあった。この誤解はなかなか解消されなかった。

## 問題の詳細

### 「目的に応じて3」の導入
学習指導要領はあくまでも目安として始められたものであるが、ある時期から法的拘束力を持つとされるようになった。またこれに加えて「過不足なく教えなければいけない」という、いわゆる「歯止め規定」も存在した。ところがこの規定を厳密に取ると、円の円周や面積の求め方についての導入学習（ある単元の最初期に手始めとして行う学習）において、およその数としての円周や円の面積を求めるのに「円周率を（暫定的に）3で計算」するという教え方をした場合に学習指導要領を逸脱しているとされるおそれがあった。このため1989年の学習指導要領の改訂時（小学校では1992年度実施）において「目的に応じて3を用いて処理」という記述が加えられ、これは1998年の改訂時（小学校では2002年度実施）にもこの記述は引き継がれた。
なお、「目的に応じて3を用いて処理」には
- 見積もりをしたい場合に、3で素早く計算する[24]。
- 最初から小数点以下の計算をせず、3でだいたいのアタリを付けて計算間違いをしにくくする。
- 円に近い形状のものに対して周長や面積を概算したいときに、円周率を3として円周や円の面積の計算を行う[10]。

といったケースが想定され、状況・用途に応じて適切な判断・処理ができる能力の育成を期待しているという解釈もある。

### 1998年改訂指導要領の問題点
いわゆる「ゆとり教育」の一環として掛け算や割り算や小数点の算数の学習内容が削減される一方で算数の学習の段階から計算機の使用が許可されるようになった。一方でゆとり教育においては学習内容は削減されているにもかかわらず学習分野は削減しないままであるため、幾何学における円の周の長さや面積の手計算には円周率の概数として3.14ではなく3を授業で使用せざるを得ない状態に陥ったとの誤解が生じた。
また、従来の指導要領で5年生からであった電卓の使用が4年生から可能になっており、電卓を用いても3.14による計算が可能であった。

### 小数の桁数制限
1998年改訂学習指導要領では小学校第5学年の小数の計算について
という歯止め規定が置かれていたため、これにより円周率として3を使う必要があるとの誤解が生じた。ただし、円周率としては3.14を用いることが明記されているため、歯止め規定が小数の計算全般に及ぶと仮定しても用いられる円周率は3.14であり、仮に小数の計算全般が1/10の位までに制限される場合、使われる円周率は3.1になるため、いずれにせよ円周率として3が使われることは無い。実際に、文科省がゆとり教育実施前に公表した見解においても「目的に応じて3を用いる」の文言の扱いは現行と同様しており、桁数制限のために置かれた規定とはしていない。

### 「円周率およそ3」という誤解
そんな折、1999年秋に学習塾大手の日能研が
と書かれた広告を首都圏で大々的なキャンペーンを行い、マスコミもこれを大いに取り上げた。これにより、「ゆとり教育（2002年度からの学習指導要領以降）になった結果、円周率は3と教えることになった」ということがゆとり教育を（否定的に）象徴するものとして、社会に広く認識されることとなった。
これに対し、当時の文部相としてゆとり教育を進めた有馬朗人は、取材の度に「あれにはがくぜんとしたよ」と繰り返しており、「全国を回り、丁寧に説明することをさぼった私の失敗である」と悔いていたという。

### 文言の消滅
2003年2月23日の中央教育審議会二答申において、学力重視路線が打ち出される。2003年12月に学習指導要領の一部改正が行われて「過不足なく教えなければいけない」という歯止め規定が撤廃され、必要に応じて指導要領に書かれている内容以上の内容（=発展的記述）を教えても良いという最低基準に変更された。
その後に2008年2月15日に、文部科学省は教育基本法全面改正後初となる新学習指導要領（小学校は2011年度施行）を公表、歯止め規定についても完全撤廃された。学習内容が増加した結果、円周率を使う段階までに小数点の計算の学習が行われる内容になっており、円周率に関する項については「円周率は3.14とする」とだけ記述しており、「目的に応じて3を用いる」という記述が削除された。

## 社会的な影響

### 理数系・教育関係者への影響
円周率3の問題は、数学関係の雑誌や各種学術誌でも取り上げられた。この誤解はなかなか解消されず、教育関係者でも誤解が多かった。このような状況に対して神永正博は自著の中で、自身やまわりの教員が小学校の学習指導要領を調べるまで「ゆとり教育は円周率を3と教えるおろかな改革だ」と信じ込んでいたという事実を告白しつつ、「自分で納得いくまで調べてきなさい、などといっている教師がこれでは、教育改革以前の問題だろう」と、自省と周囲への警告で結んでいる。
なお、円周率をおよそ3として扱う問題点として、様々な指摘がなされた。円周率は無理数であるので、正確には3でも3.14でもない。後者の方がより正確（有効数字はそれぞれ1桁と3桁）であるが両方とも概数である。よって手順の学習においては前者と後者は基本的に同等であるが、概算の精度においては明確な差が存在する。「問題点」としての様々な指摘としては、前述のように概数ではあるけども、概算の精度においては明確な差が存在する。円周率を3として計算する場合、円とそれに内接する正六角形の周長が等しくなってしまうこと、直径10cmの円の円周の場合誤差が1.4cmになってしまうこと、などといった指摘がなされた。
また、有効数字の観点から、円周率を3で扱うことに妥当性があること、無駄に「.14」を付ける危険性も指摘されている。

### 世間一般への影響
日能研のキャンペーンをマスコミが取り上げた頃、学校ドラマでも数学教師が「円周率は3ではない」と嘆くシーンが放映されるなど、反響は大きかった。さらに週刊誌や月刊誌などでも盛んに取り上げられ、公立学校の教育に対する不信感を煽る結果になった。
また、小説の中で切り捨てられた小数点以下を『0.14の悲劇』として紹介する場面が登場したり、テレビのコントで「円周率は3でOK」を決め台詞としたキャラが登場、さらにはゆとり世代を題材にしたアニメにおいても、主題歌に「3.1415 円周率およそ3」というフレーズが入るなど、世間一般への浸透は大きかった。
円周率を3と教えることの誤解は2013年のテレビ番組でも池上彰が指摘しており、番組内でマツコデラックスが驚いていた。

### 入試問題への影響
2003年東京大学理系前期の第6問に「円周率が3.05より大きいことを証明せよ」という問題が出題され、「円周率を3として教える」という政府の姿勢に反対するというメッセージ性のある問題として有名となった。非常に短く、シンプルでありながら、強いメッセージ性をもつ良問としてたびたび引用されている。
解答例
直径 1 の円 C と、円 C に内接する正12角形を考える。半径 r の円の円周の長さは 2πr なので、半径が 1/2 である円 C の円周の長さ l は
{\displaystyle l=2\pi \cdot {\frac {1}{2}}=\pi }
となる。また、円 C に内接する正12角形の辺の長さを L とすると
{\displaystyle L=12\sin 15^{\circ }=12{\sqrt {\frac {1-\cos {30^{\circ }}}{2}}}=6{\sqrt {2-{\sqrt {3}}}}}
であり、L を2乗すると
{\displaystyle L^{2}=36\left(2-{\sqrt {3}}\right)>36(2-1.74)=9.36>9.3025=3.05^{2}}
となる。よって、正12角形の辺の長さ L は 3.05 よりも大きい。円に内接する正12角形の辺の長さ L よりも円 C の円周の長さ l の方が大きいことから
{\displaystyle \pi =l>L>3.05}
となる。すなわち
{\displaystyle \pi >3.05}
である。（証明終）
上記の解法では円周率が 3.05 よりも大きいことを正12角形を用いて証明した。この解法と同様に考えることにより、円周率を 3 として扱うと、円とそれに内接する正6角形の周長が等しくなってしまう。